# فلاوان-۴-ال
فلاوان-۴-اول (به انگلیسی: Flavan-4-ol) با فرمول شیمیایی C۱۵H۱۴O۲ یک ترکیب شیمیایی با شناسه پاب‌کم ۴۳۹۷۱۲ است. که جرم مولی آن ۲۲۶٫۲۷ g/mol می‌باشد. 